# Petekkier
Petekkie, flertal petekkier, er en lille (1-2 mm) rød eller lilla plet på huden, skabt af en mindre blødning fra ødelagte Kapillærer blodkar.